# Бусс (остров)
Бусс (англ. Buss) — остров-призрак, появлявшийся на картах Северной Атлантики. Был объявлен открытым во время третьей экспедиции Мартина Фробишера в сентябре 1578 года моряками с судна «Emmanuel», изображался на картах между Ирландией и островом Фрисланд (также впоследствии оказавшимся островом-призраком), примерно на 57 градусе северной широты. Остров был назван по типу судна, совершившего открытие (busse). Считается, что Фробишер ошибочно принял за Фрисланд Гренландию, а за Гренландию — Баффинову Землю, а «Emmanuel», возвращаясь домой, совершил ошибку из-за оптического обмана в условиях плохой видимости, находясь возле Гренландии примерно на 62 градусе северной широты.
В 1671 году Томас Шепард заявил, что исследовал остров и нанёс его на карту. Когда в Северной Атлантике стали больше плавать, существование острова стало менее определённым, а его предполагаемые размеры сильно уменьшились. В 1745 году было предположено, что остров «утонул», так как его предполагаемое местонахождение оказалось пустынным. Остров или «место затонувшего острова» можно было обнаружить даже на картах XIX века. Его существование было окончательно опровергнуто английским путешественником Джоном Россом во время его первой арктической экспедиции 1818 года на судне «Isabella», когда он не обнаружил там никакой земли даже на глубине 180 фатомов (330 м).